# Zbigniew Kalemba
Karol Zbigniew Kalemba (ur. 8 listopada 1936 w Mikołowie, zm. 25 lutego 2015) – polski kompozytor, pianista, dyrygent, pedagog.

## Życiorys
Absolwent Państwowego Liceum Muzycznego w Katowicach oraz PWSM w Katowicach, w klasie fortepianu pod kierunkiem prof. Zbigniewa Śliwińskiego. Studia ukończył w roku 1961. Pierwsze kompozycje Zbigniewa Kalemby zostały nagrane w 1954 przez Orkiestrę Polskiego Radia w Katowicach. Współpracował jako solista i kompozytor z orkiestrami Jerzego Haralda i Stefana Rachonia. Dokonał wielu nagrań płytowych, radiowych i telewizyjnych. Jako pianista – solista, współpracował z Państwową Filharmonią Śląską w latach 1960−69, występując na wielu prestiżowych festiwalach krajowych i zagranicznych. W latach 1965–77 był leaderem Zespołu Tanecznego Polskiego Radia w Katowicach METRUM. W latach 1982−90 pełnił funkcję dyrektora naczelnego i artystycznego Państwowej Operetki Śląskiej w Gliwicach, gdzie wraz z zespołem zrealizował 24 premiery, sprawując kierownictwo artystyczne 12 spektakli z polską premierą West Side Story L. Bernsteina, Dama z portretu R. Stolza. Pragnąc rozszerzyć tradycyjny repertuar operetkowy, w 1984 roku utworzył Scenę Eksperymentalną. Pierwszą premierą tej sceny było widowisko muzyczne Edwarda Bogusławskiego Sonata Belzebuba na podstawie sztuki Ignacego Witkiewicza. Ponadto w 1983 roku, za jego staraniem powstało Policealne Studium Wokalno-Baletowe, działające przy Operetce Śląskiej, kształcące adeptów scen muzycznych.
Rok 1959 był początkiem działalności pedagogicznej prof. Zbigniewa Kalemby. Wtedy to objął funkcję dyrektora Społecznego Ogniska Muzycznego w Tychach, prowadząc jednocześnie klasę fortepianu. W latach 1962−69 był zatrudniony w Państwowym Liceum Muzycznym w Katowicach, gdzie prowadził zespoły o profilu rozrywkowym oraz uczył fortepianu. Dalsza działalność pedagogiczna, począwszy od 1968 roku, wiązała się z Państwową Wyższą Szkołą Muzyczną w Katowicach (przekształconą w Akademię Muzyczną). Z jego inicjatywy powstało Studium Muzyki Rozrywkowej (1968), rok później przekształcone w samodzielny Wydział Muzyki Rozrywkowej jako pierwszy w kraju. Przez 12 lat pełnił funkcję dziekana tego Wydziału oraz kierownika Katedry Jazzu i Muzyki Rozrywkowej. Prowadził równocześnie klasę aranżacji i kompozycji. Wśród jego absolwentów byli pedagodzy Instytutu Jazzu: prof. Andrzej Zubek, prof. Jerzy Jarosik, a także Sławomir Kulpowicz, Stanisław Sojka i inni. Big-Band PWSM pod jego dyrekcją wystąpił na wielu znaczących festiwalach jazzowych, zdobywając laury: na Jazz Jamboree (1976), w Pradze (1977), na festiwalach w USA (1978) – Reno (Nevada), Berkeley (California), Norymberga (1979). W 1983 Zbigniew Kalemba roku uzyskał tytuł profesora nadzwyczajnego.
Prowadził kursy interpretacji jazzowej w kraju i za granicą, przewodniczył w konkursach muzycznych, był konsultantem szkolnictwa artystycznego I i II st. Departamentu Szkolnictwa Artystycznego Ministerstwa Kultury i Sztuki. Z katowicką uczelnią był czynnie związany do 2002 roku. Został pochowany na cmentarzu przy ul. Francuskiej w Katowicach.

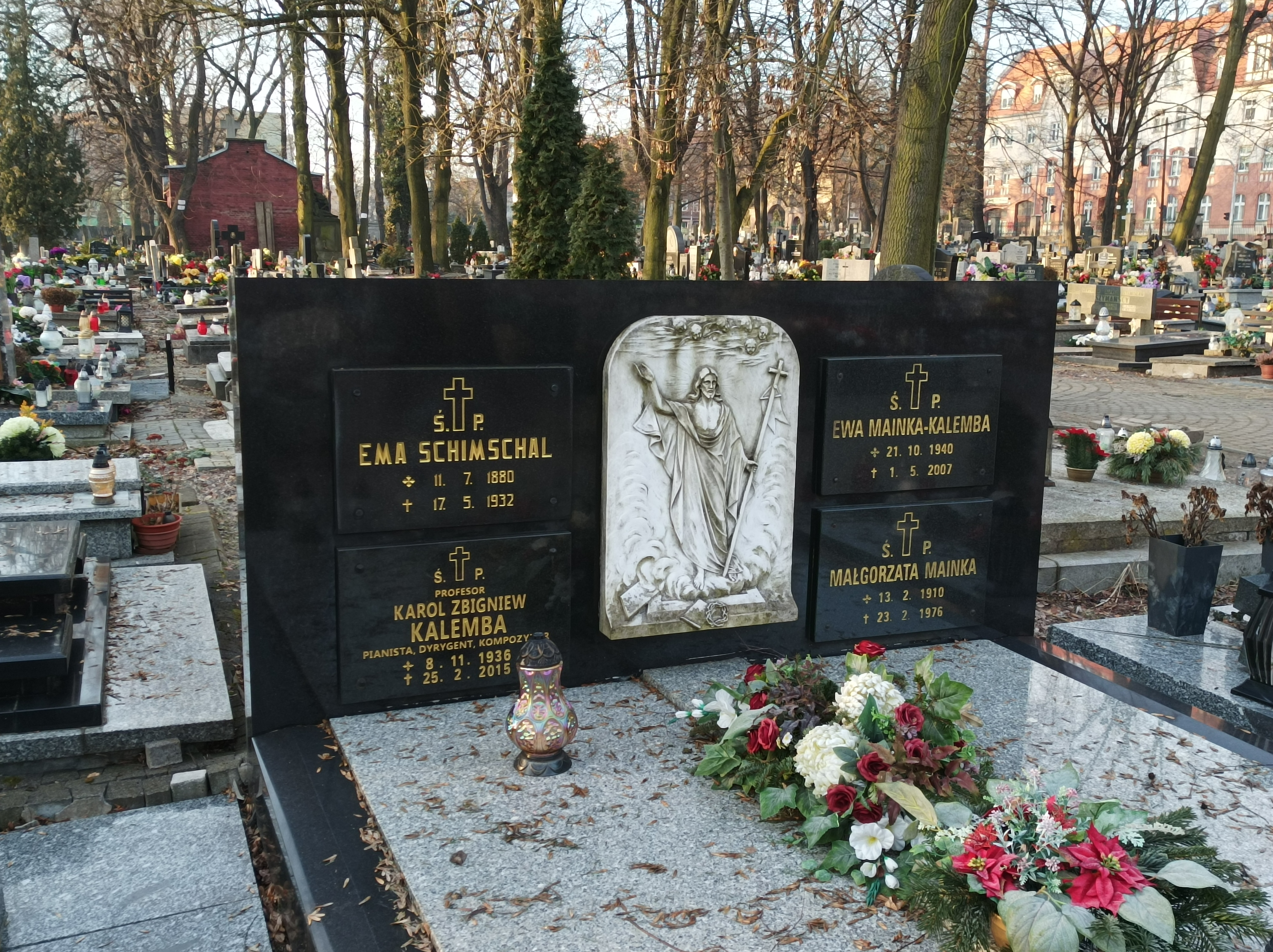
Grób Zbigniewa Kalemby na cmentarzu przy ul. Francuskiej w Katowicach

## Działalność dydaktyczna związana z innymi uczelniami
- 1972−1982  Filia Uniwersytetu Śląskiego w Cieszynie
- 1997−2010  Wyższa Szkoła Pedagogiczna w Częstochowie (późniejszy Uniwersytet Humanistyczno-Przyrodniczy im. Jana Długosza) – stanowisko dziekana Wydziału Wychowania Artystycznego (późniejszego Wydziału Sztuki)

## Twórczość
Ponad 300 kompozycji, w tym także dzieła symfoniczne:
- Fantazja na fortepian i orkiestrę symfoniczną,
- Suita na fortepian i orkiestrę,
- Trzy momenty na orkiestrę smyczkową, harfę i perkusję,
- Skryte marzenia,
- Reminiscencje.

Muzyka do filmów:
- Czerwone i złote,
- Ostatni po Bogu,
- Zbrodniarz, który ukradł zbrodnię,
- Cała naprzód,
- Struktura kryształu (reż. Krzysztof Zanussi).

Zbiór etiud jazzujących oraz Wesoła suita na akordeon – utwory wydane w 1994 i 1995 roku (jako materiał dydaktyczny) przez Wyższą Szkołę Pedagogiczną w Częstochowie.

## Nagrody
- nagroda Ministra Kultury i Sztuki (1975, 1979)
- nagroda wojewódzka za całokształt działalności artystycznej, twórczej i pedagogicznej (1986)
- Złoty Krzyż Zasługi (1976)
- Krzyż Komandorski OOP (1985)

Zbigniew Kalemba był pionierem wprowadzenia na uczelnie szeroko rozumianej  muzyki rozrywkowej i jazzowej. Dzięki powstaniu Wydziału Jazzu w katowickiej uczelni nastąpił niezwykły rozwój kształcenia w dziedzinie muzyki rozrywkowej i jazzowej. Na przestrzeni wielu lat wykształciły się pokolenia wybitnych artystów krajowej i międzynarodowej sceny muzycznej.

## Dyskografia
- Pronit – (singiel Poljazz Z-SS-0644 A i B)
- Metrum – (LP Muza Polskie Nagrania XL 0706, SXL 0706)
- W Tanecznym Nastroju – (LP Muza Polskie Nagrania XL 0883 SXL 0883)
- Polish Jazz vol.52
- Big-Band Katowice Music For My Friends – (LP Muza Polskie Nagrania SX 1560)
- Big-Band Akademii Muzycznej w Katowicach – (CD Polskie Radio Katowice S.A.1998, Akademia Muzyczna w Katowicach)
- Metrum z jazzem przez lata – (CD Radio Katowice 1999, Wyższa Szkoła Pedagogiczna w Częstochowie)